# 木山紹宅
木山 紹宅（きやま じょうたく）は、戦国時代の武将。実名は惟久（これひさ）といい、肥後国益城郡木山城主。連歌師として著名。

## 生涯
清和源氏新田氏の後裔を名乗る国人領主で、九州下向後は阿蘇氏の傘下勢力として、木山城および赤井城を拠点に肥後国益城郡木山一帯を治めた。のち子の木山信連（紹印）に家督を譲り、自身は上洛して当代随一の連歌師・里村紹巴の高弟となった。その後は京都に滞在したとも帰郷したともされるが、天正13年9月19日（1585年）木山神宮例祭の日、北進する南九州の大名・島津義久軍の攻撃に曝され木山城は落城した。
豊臣秀吉による九州平定後、豊前国を拝領した黒田孝高（官兵衛）に客分として招かれた。これ以降、孝高はたびたび連歌会に参加しており、紹宅は連歌の師として遇された。天正18年（1590年）に中津で開催された連歌会では、孝高・長政父子に続いて3人目として歌を詠んでいる。
慶長2年（1597年）慶長の役が起こると、黒田家にも朝鮮への出陣の命が下り、孝高および家督を継いでいた長政が出兵した。豊前中津には孝高の次男・熊之助が残っていたが、後に熊之助自身も朝鮮へ渡海しようとした。紹宅はそれに従って共に海を渡ったが、その途上海難事故に遭い、熊之助ら共々死亡した。